# Dan Mullins

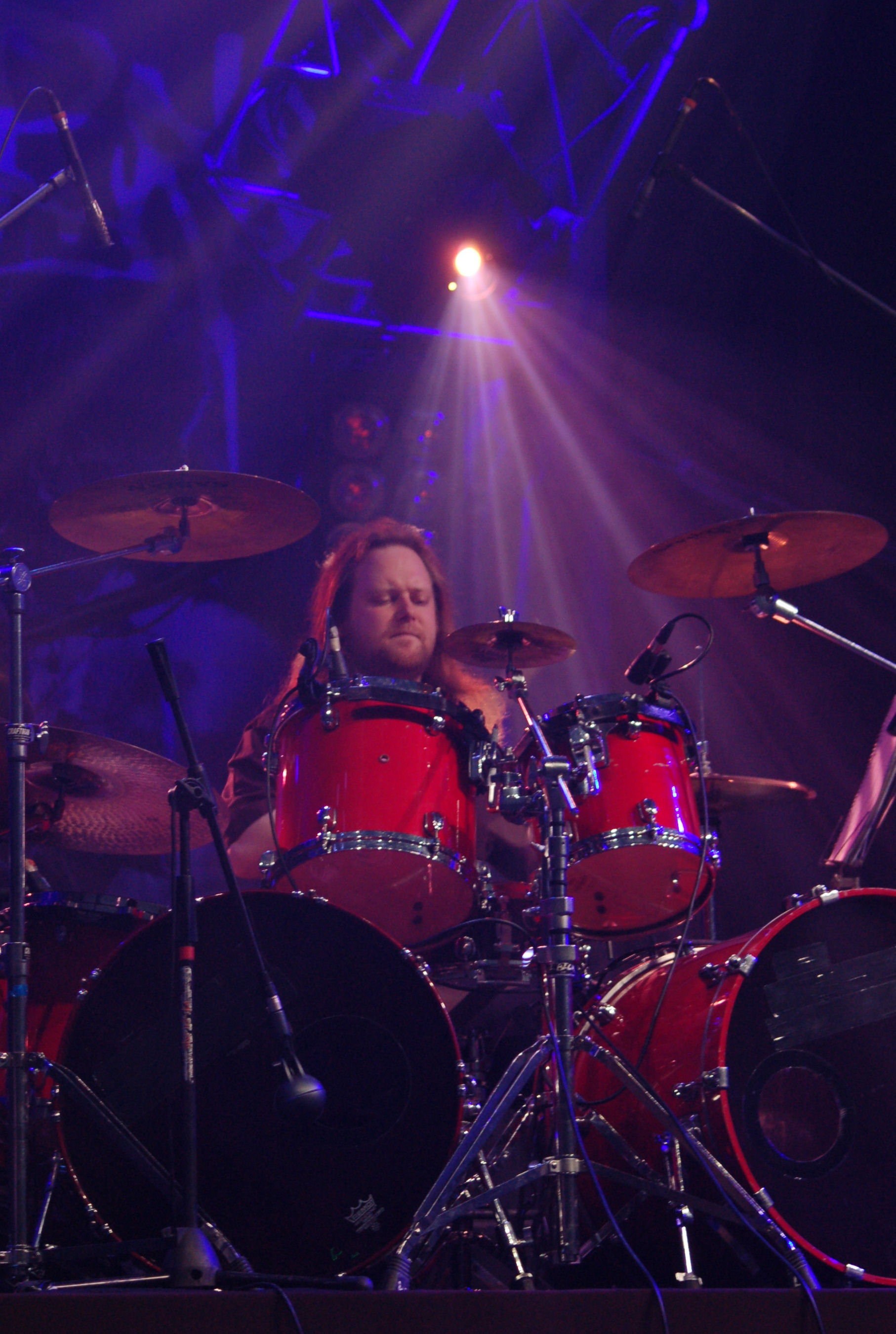
Dan Mullins from My Dying Bride during Metalmania 2007 festival

Dan Mullins (15 de junio de 1978) Es el baterista actual de la legendaria banda de doom metal, My Dying Bride. Mullins, ha ingresado en el 2006 en el grupo, remplazando al batería Shaun Taylor-Steels, a causa de problemas con su tío. Anteriormente ha formado parte de bandas como The Raven Theory, Thine, Bal-Sagoth o Sermon of Hypocrisy. 
Dan Mullins afirma que su mayor influencia personal son su familia y su novia. Y musicales, Dream Theater, Death, Iron Maiden, entre otros. También aclara que su disco favorito de My Dying Bride es Turn Loose the Swans
- Datos: Q2606282